# Megametope
Megametope is een geslacht van kreeftachtigen uit de klasse van de Malacostraca (hogere kreeftachtigen).

## Soorten
- Megametope carinatus Baker, 1907
- Megametope ogaensis Sakai, 1974
- Megametope punctatus (Haswell, 1882)
- Megametope rotundifrons (H. Milne Edwards, 1834)